# Gynoplistia williamsiana
Gynoplistia williamsiana är en tvåvingeart som beskrevs av Alexander 1945. Gynoplistia williamsiana ingår i släktet Gynoplistia och familjen småharkrankar. Inga underarter finns listade i Catalogue of Life.